# Ludolf
Ludolf oder Ludolph ist sowohl ein Vor- als auch ein Familienname.

## Herkunft und Bedeutung
- hlod (altgermanisch), hlud (altsächsisch, angelsächsisch, friesisch), lut (niederhochdeutsch): „laut“ (als Eigenschaftswort) oder „berühmt“
- luit (althochdeutsch, mittelhochdeutsch): „Volk“[1]
- ulf, olf, uolf (althochdeutsch) „Wolf“[2]
- Zusammenfassende Bedeutung: „Glücksbringer“, „Helfer“, „Berühmter Helfer“, „Lauter Wolf“, „Volkswolf“[1]

Eine Umlautung von ‚f‘ zum ‚ph‘ erklärt sich daraus, dass im 16. und 17. Jahrhundert die griechische Schreibweise mit ‚ph‘ dem deutschen ‚f‘ vorgezogen wurde.
Namenspatron ist der heilige Ludolf I.

## Verbreitung
Der Name ist im deutschen Sprachraum verbreitet. Er war ab dem Mittelalter in West- und Mitteldeutschland verbreitet, sowohl als Vor- als auch Familienname. Der Name war im Mittelalter beim sächsischen Adel beliebt.

## Varianten
Die häufigsten Varianten sind Ludlow und Ludloff.

## Namenstag
Als katholischer und evangelischer Namenstag wird der 29. März gefeiert.

## Namensträger als Vorname

### Ludolf
- Liudolf (Sachsen) (* um 805; † 866), Namensgeber der Liudolfinger (Ottonen)
- Liudolf (Schwaben) (* um 930; † 957), Herzog von Schwaben
- Ludolf (Corvey) (um 915–983), Abt von Corvey, Heiliger der katholischen Kirche
- Ludolf (Werden), von 974 bis 983 Abt von Werden und Helmstedt
- Ludolf von Trier (Ludolf von Sachsen; † 1008), Erzbischof von Trier
- Ludolf von Brauweiler († 1031), Vogt von Brauweiler, Erbe der Herrschaft Waldenburg und Herr von Zütphen
- Liudolf (Friesland) († 1038), Graf und Markgraf in Friesland
- Ludolf von Znaim († 1112), mährischer Herzog, siehe Lutold von Znaim
- Ludolf von Brandenburg († 1137), Bischof von Brandenburg
- Ludolf I. von Dassel (1115–1166), Graf von Dassel
- Ludolf II. von Dassel (um 1174–um 1209), Graf von Dassel
- Ludolf IV. von Dassel (um 1183–um 1223), Graf von Dassel und Nienover
- Ludolf von Kroppenstedt († 1205), Erzbischof von Magdeburg
- Ludolf (Reichsschultheiß) († 1237), Burggraf von Friedberg und Reichsschultheiß von Frankfurt am Main
- Ludolf von Schwanebeck († 1241), Domherr von Magdeburg, Wahl zum Bischof von Brandenburg wurde nicht vom Papst bestätigt
- Ludolf von Hildesheim († um 1260), bischöflicher Notar, Verfasser einer „Summa dictaminum“
- Ludolf von Mihla († 1285), Bischof von Naumburg
- Ludolf von Rostorf (auch von Rosdorf; um 1240–1304), Bischof von Minden
- Ludolf I. von Ratzeburg († 1250), Bischof von Ratzeburg und Heiliger
- Ludolf V. von Dassel (vor 1266–nach 1299), Sohn von Ludolf IV. von Dassel
- Ludolf König von Wattzau (1280/1290–1347/1348), Hochmeister des Deutschen Ordens
- Ludolf von Sachsen (um 1300–1378), deutscher Kartäuser und Erbauungsschriftsteller
- Ludolf von Sudheim (bezeugt 1336–1341), deutscher Orientpilger und Geistlicher
- Ludolf von Sagan OSA (auch: Ludolf von Einbeck; * um 1353,  † 1422), Augustiner-Chorherr und von 1394 bis 1422 Abt des Augustiner-Chorherrenstifts Sagan
- Ludolf von Kurland († 1359), Bischof von Kurland und Priester des Deutschen Ordens
- Ludolf von Steinfurt († 1360), Domherr in Münster
- Ludolf Bode (um 1483–1537), Bürgermeister des Braunschweiger Weichbildes Altstadt
- Ludolf Lange (1547–1626), deutscher evangelischer Geistlicher, Chronist und Pädagoge
- Ludolf Bakhuizen (1630–1708), niederländischer Maler
- Ludolf August von Bismarck (auch Bismark; 1683–1750), General der russischen Armee
- Ludolf Wienbarg (1802–1872), Schriftsteller des Vormärz
- Ludolf Camphausen (1803–1890), preußischer Politiker
- Ludolf von Langen (1803–1872), nassauischer Amtmann und Abgeordneter
- Ludolf Krehl (Orientalist) (1825–1901), deutscher Orientalist
- Ludolf Parisius (Politiker) (1827–1900), deutscher Richter, Publizist, Heimatforscher und liberaler Politiker
- Ludolf Parisius (Geistlicher) (Karl Johann Ludolf Parisius; 1852–1940), deutscher evangelischer Pastor, Dichter, Zeichner und Erfinder der Ansichtskarte
- Ludolf August von Bismarck (Landrat) (1834–1924), deutscher Landrat
- Ludolf Colditz (1847–1909), deutscher Jurist und Unternehmer
- Ludolf Udo von Alvensleben (1852–1923), Kreisdeputierter und preußischer Politiker
- Ludolf von Bosse (1852–1923), sächsischer Generalleutnant
- Ludolf von Krehl (1861–1937), deutscher Mediziner
- Ludolf Nielsen (1876–1939), dänischer Komponist
- Ludolf Hermann Müller (1882–1959), deutscher Theologe und Bischof
- Ludolf Haase (1898–1972), Gauleiter des Gaues Hannover-Süd
- Ludolf-Hermann von Alvensleben (1901–1970), deutscher SS-Gruppenführer und Generalleutnant der Waffen-SS
- Ludolf Müller (Literaturwissenschaftler) (1917–2009), deutscher Slawist und Literaturwissenschaftler
- Ludolf Kuchenbuch (* 1939), deutscher Historiker und Jazzmusiker
- Ludolf-Georg von Wartenberg (* 1941), deutscher Politiker (CDU)

### Ludolph
- Ludolph von Beckedorff (1778–1858), preußischer Publizist, Pädagoge, Ministerialbeamter und Gutsbesitzer
- Ludolph Brauer (1865–1951), deutscher Mediziner
- Ludolph Büsinck (1599–1669), deutscher Formschneider und Maler
- Ludolph van Ceulen (1540–1610), deutscher Fechtmeister und Mathematiker
- Ludolph Fischer (1900–1972), deutscher Tropenmediziner und Hochschullehrer
- Ludolph Isermann (1882–??), deutscher Fabrikant
- Ludolph Friedrich von Laffert (1757–1808), deutscher Verwaltungsjurist, Zeichner und Botaniker
- Ludolph Lehmus (1780–1863), deutscher Mathematiker
- Ludolph Erich von Lersner (1713–1773), dänischer Generalmajor
- Ludolph von Münchhausen (1570–1640), deutscher Gelehrter
- Johann Ludolph Quenstedt (1663–1714), deutscher Buchhändler und Politiker, Oberbürgermeister von Wittenberg
- Ludolph Schrader (1531–1589), deutscher Jurist und Hochschullehrer
- Ludolph Christian Treviranus (1779–1864), deutscher Botaniker
- Ludolph Friedrich von Wrisberg (1823–1894), deutscher Jurist, Beamter und Politiker

## Namensträger als Familienname

### Ludolf
- Carl Wilhelm von Ludolf (1754–1803), österreichischer Diplomat und Orientalist
- Ferdinand Ludolf (1846–1906), auch: Ludolff und Ludolph und Ferdinand Friedrich Heinrich Ludolff, deutscher Architekt
- Georg Melchior von Ludolf (1667–1740), deutscher Rechtswissenschaftler
- Hans-Herbert Ludolf, deutscher Handballtrainer
- Heinrich Wilhelm Ludolf (1655–1712), deutscher Gelehrter
- Hieronymus Ludolf (Mediziner) (1679–1728), deutscher Mediziner, Mathematiker, Botaniker und Chemiker
- Hieronymus von Ludolf (1708–1764), deutscher Mediziner und Chemiker
- Hiob Ludolf (auch Leutholf oder Job Ludolph; 1624–1704), deutscher Philologe
- Johann Hiob Ludolf (1649–1711), deutscher Mathematiker
- Julius Ludolf (1893–1947), deutscher SS-Obersturmführer

### Ludolph
- Albert Christian Ludolph (* 1953), deutscher Neurologe
- Andrea Ludolph (1962–2015), deutsche Kinder- und Jugendpsychiaterin und -psychotherapeutin
- Emmy Ludolph (1863–1929), deutschsprachige Schriftstellerin und Gründungsmitglied sowie erste Präsidentin des „Verein der Erwerbenden Frauen Meran“, in Südtirol, Italien
- Sören Ludolph (* 1988), deutscher Leichtathlet